# Peyzac-le-Moustier
Peyzac-le-Moustier är en kommun i departementet Dordogne i regionen Nouvelle-Aquitaine i sydvästra Frankrike. Kommunen ligger i kantonen Montignac som tillhör arrondissementet Sarlat-la-Canéda. År 2022 hade Peyzac-le-Moustier 198 invånare.
Peyzac-le-Moustier är främst känd för de paleolitiska boplatser som påträffats här, en äldre. utgrävd med början på 1860-talet har namngett Moustérienkulturen, en yngre utgrävd med början 1908 härrör från Magdalénienkulturen.

## Befolkningsutveckling
Antalet invånare i kommunen Peyzac-le-Moustier
Referens:INSEE